# VoiceBloom
voice bloom（ぼいすぶるーむ）は、東京都葛飾区に本店を置く芸能事務所。主として声優のマネジメント、スタジオ収録等を行っている。

## 概要
社名は「声というものを通じてクリエイター達の才能が開花するように」という由来から命名された。

## 所属声優

### 男性
- 福田純
- 須藤崇登

### 女性
- 蒼紗
- 睦月ひな
- 西浦のどか
- 藍沢夏癒
- 芦屋もこ

## かつて所属していた声優
- 餅よもぎ（在籍中に死去）
- 渡井ななせ（フリーランス→引退）